# Virgin Queen
Virgin Queen ist ein Strategie-Wargame für zwei bis sechs Spieler, das 2012 von GMT Games veröffentlicht wurde. Es handelt sich dabei um ein kartenbasiertes Brettspiel, das die Zeit der englischen Königin Elisabeth I. behandelt und die politischen, militärischen und religiösen Konflikte Europas zum Thema hat. Auf Deutsch wurde das Spiel ebenfalls 2012 unter dem Titel Elisabeth I.: Die Religionskriege 1559–1598 von Spielworxx veröffentlicht. Die Spielzeit beträgt etwa acht Stunden für die volle Kampagne.

## Spielbeschreibung
Virgin Queen ist ein kartenbasiertes Wargame, in dem die Spieler im Europa des späten 16. Jahrhunderts im Zeitalter von Elisabeth I. von England und Philipp II. von Spanien um religiösen und politischen Einfluss kämpfen. Jeder Spieler übernimmt eine der sechs Großmächte, entweder das Heilige Römische Reich, das Osmanische Reich, England, Frankreich, Spanien oder die Protestanten, die aus den Niederländern und den Hugenotten bestehen. Es gibt fünf Nebenmächte, Irland, das Papsttum, Portugal, Schottland und Venedig, die nicht gespielt werden können, die Bindung dieser Staaten kann sich während des Spiels verändern. Zu Beginn jeder Runde können die Spieler mit ihren Großmächten anderen Mitspielern entweder den Krieg erklären oder Allianzen schließen. Jeder Spieler hat unterschiedliche Herrscherkarten, die mit denen anderer Spieler Hochzeiten eingehen können, um sich Vorteile zu verschaffen. Alternativ können die Spieler untereinander geheime Verabredungen treffen, um sich Vorteile zu erhandeln.
In jeder Spielrunde spielt jeder Spieler nacheinander eine seiner Karten aus. Wie in vielen anderen kartenbasierten Brettspielen, wie etwa Gleichgewicht des Schreckens, hat jede Karte einen Kommandopunkte genannten Wert. Diese Punkte können genutzt werden, um verschiedene politische, religiöse, militärische oder forschende Aktionen auszuführen. Möglichkeiten dafür wären seine Armeen oder Flotten zu bewegen, Festungen zu belagern, Piratenaktionen in Übersee auszuführen, das Volk in seinen Ländern zu bekehren oder gegen die Herrscher zu rebellieren. Alternativ stehen auf den Karten auch verschiedene Ereignisse, die statt den Kommandopunkten ausgespielt werden können und dem Ausspielenden einen Vorteil bieten können. Die Ereignisse können entweder tatsächliche historische Ereignisse oder allgemeine Ereignisse sein.
Sieger des Spiels ist derjenige, der entweder am Ende eines Zugs mindestens 25 Siegpunkte erreicht oder am Ende des Spiels die meisten Siegpunkte sammeln konnte. Siegpunkte können auf verschiedene Arten erreicht werden, jede der sechs Fraktionen hat unterschiedliche Bedingungen, um an Siegpunkte zu gelangen. Jede Partei hat zudem die Möglichkeit durch Erreichen individueller Ziele einen Sofortsieg zu erreichen, die Protestanten müssen dafür etwa eine bestimmte Anzahl an Städten in und um Frankreich protestantisch bekehren und unter hugenottische Kontrolle bringen.

## Veröffentlichung
Virgin Queen wurde 2012 vom US-amerikanischen Verlag GMT Games veröffentlicht. Autor ist, ebenso wie beim Vorgänger, Ed Beach. Im gleichen Jahr wurde vom deutschen Verlag Spielworxx eine deutsche Version von Virgin Queen veröffentlicht. Beide Ausgaben sind mittlerweile nicht mehr erhältlich.

## Rezeption
- 2012 Golden Geek Best Wargame: (nominiert)
- 2012 Charles S. Roberts Award Best Ancient to Napoleonic Era Board Wargame: (nominiert)